# La Sauvetat-du-Dropt
La Sauvetat-du-Dropt è un comune francese di 592 abitanti situato nel dipartimento del Lot e Garonna nella regione della Nuova Aquitania.

## Società

### Evoluzione demografica
Abitanti censiti